# Helga Heinke
Helga Anna Klara Helene Heinke, nata Fromm (Naumburg, 1º giugno 1913 – Berlino, 23 gennaio 2004), è stata una politica tedesca, attiva nel GB/BHE e, dal 1961, nel FDP.

## Biografia
Suo padre era il colonnello generale Friedrich Fromm, ultimo comandante dell'esercito di riserva, che fu giustiziato il 12 marzo 1945, in seguito al fallito attentato contro Hitler. Tra il 1922 e il 1932, frequentò il Realgymnasium di Berlino-Steglitz, dove si diplomò con l'Abitur. Completò poi i suoi studi semestrali di sei semestri in geografia, storia ed economia mondiale a Rostock e Berlino. Frequentò anche un corso di scuola commerciale e lavorò come segretaria a Berlino, presso IG Farben, e in seguito a Parigi, in rappresentanza dell'Ufficio Fiera di Lipsia. Tra il 1945 e il 1948 visse nella zona sovietica, ma nel 1948 si trasferì con la famiglia nel distretto di Lüchow-Dannenberg. Divenne vice presidente dello stato e membro del Consiglio consultivo federale dell'Associazione dei genitori e degli educatori liberali. Lottò per la riabilitazione del padre, che non era un nazista ma considerato un traditore dalla repubblica federale per aver fatto giustiziare i cospiratori di cui era a conoscenza, e il recupero dell'urna.

## Politica
Fu membro del Landtag della Bassa Sassonia dalla terza alla sesta legislatura, dal 6 maggio 1955 al 20 giugno 1970, inizialmente per il GB/BHE, dall'11 dicembre 1961 nel gruppo parlamentare FDP. Nel periodo dal 2 luglio 1968 al 25 giugno 1969, fu vicepresidente del gruppo parlamentare FDP.
Nel 1956, fu anche eletta membro del consiglio distrettuale di Lüchow-Dannenberg.